# Pimp C Present... Ghetto Stories
Pimp C Present... Ghetto Stories – wspólny album amerykańskich raperów Lila Boosiego oraz Webbiego. Premiera odbyła się 22 lipca 2003 roku. Wydawnictwo ukazało się nakładem wytwórni Trill Entertainment. W pierwszym tygodniu sprzedaż albumu wyniosła 15 000 egzemplarzy. Płyta zadebiutowała na 56. miejscu amerykańskiej listy sprzedaży Top R&B/Hip-Hop Albums.

## Lista utworów
1. "Like A Bird (Lil Boosie & Webbie)"
2. "Finger Fuckin' (Lil Boosie & Webbie feat. Pimp C)"
3. "Do It Big (Lil Boosie & Webbie)"
4. "Had A Dream (Lil Boosie & Webbie)"
5. "Dont Know Why (Webbie)"
6. "Pussy Ass Nigga (Lil Boosie)"
7. "Play Hard (Pimp C)"
8. "Money Cars (Webbie)"
9. "Ghetto Stories (Lil Boosie & Webbie)"
10. "Gangsta (Lil Boosie & Webbie)"
11. "I Need U (Lil Boosie)"
12. "Girl Go Head (Lil Boosie & Webbie feat. Lil Q & Big Head)"
13. "Animosity (Lil Boosie)"
14. "Happen To Ya (Lil Boosie & Webbie)"
15. "Porch (Webbie)"
16. "Keep It Gutta (Lil Boosie)"
17. "Shit Trill (Webbie)"
18. "In My Pocket (Lil Boosie feat. UGK)"